# Rózsafüzér királynője kápolna (Puebla)
A Rózsafüzér királynője kápolna a mexikói Puebla város egyik nevezetes műemléke. A Szent Domonkos-templomhoz tartozó barokk oldalkápolna legfőbb értéke a gazdag belső díszítés.

## Története
A Szent Domonkos-templomot 1550-ben kezdték építeni, ezt a kápolnát körülbelül 100 évvel később. Az ötlet Juan de Cuencától származott, aki egyidejűleg meg kívánta tanítani a híveknek a rózsafüzér-imát is. Az épület, amely az első volt Mexikóban, amit a domonkosok körében nagy tiszteletnek örvendő Rózsafüzér királynője tiszteletére szenteltek fel, végül 1690-ben, Diego de Gorozpe idején készült el. Az április 16-án tartott felszentelést kilencnapos ünnepség követte. Amikor 1979-ben II. János Pál pápa Mexikóba látogatott, felkereste ezt a kápolnát is.

## Leírás
A kápolna Puebla történelmi belvárosában található, a Szent Domonkos-templom délnyugati részéhez csatlakozva. Alaprajza latin kereszt, amelynek ágai azonban igen rövidek.
Belső díszítése a vallásos barokk egyik legszebb alkotásává teszi egész Mexikóban, sokan a világ nyolcadik csodájaként tekintenek rá. A 24 karátos arannyal bevont vakolatdíszek lisztből, vízből és tojásfehérjéből készültek. Falain a rózsafüzér misztériuma, valamint Jézushoz és a Szűzanyához köthető személyek jelennek meg, a tetőkön olyan teológiai témák, mint például a Szentháromság (középen az emberi alakban ábrázolt istennel), az erények és a szentlélek ajándékai, míg az oltárépítményben, az úgynevezett ciprésben a Rózsafüzér királynője található. Az oldalfalakon található hat nagy festményt a 17. és 18. század fordulója körül élt José Rodríguez Carnero készítette. Ezek alatt a fal alján egy Talavera-kerámiából készült csempékkel borított sáv fut végig. Az igen rövid kereszthajó két végén és az apszisban is látható egy-egy festmény a falon, ezek szintén a Szűzanya életével és a rózsafüzér diadalával kapcsolatosak. Az oltár fölötti kupolát tartó dobon 16 ablak helyezkedik el, ezek között pedig 16 domonkos női szent képe látható. A kupola alatti boltívek közötti háromszögszerű részeken négy angyal ábrázolása helyezkedik el aranybetűs feliratokkal, a boltíven pedig egy arany domborművön az IHS (Iesus Hominum Salvator) rövidítés jelenik meg.

## Képek

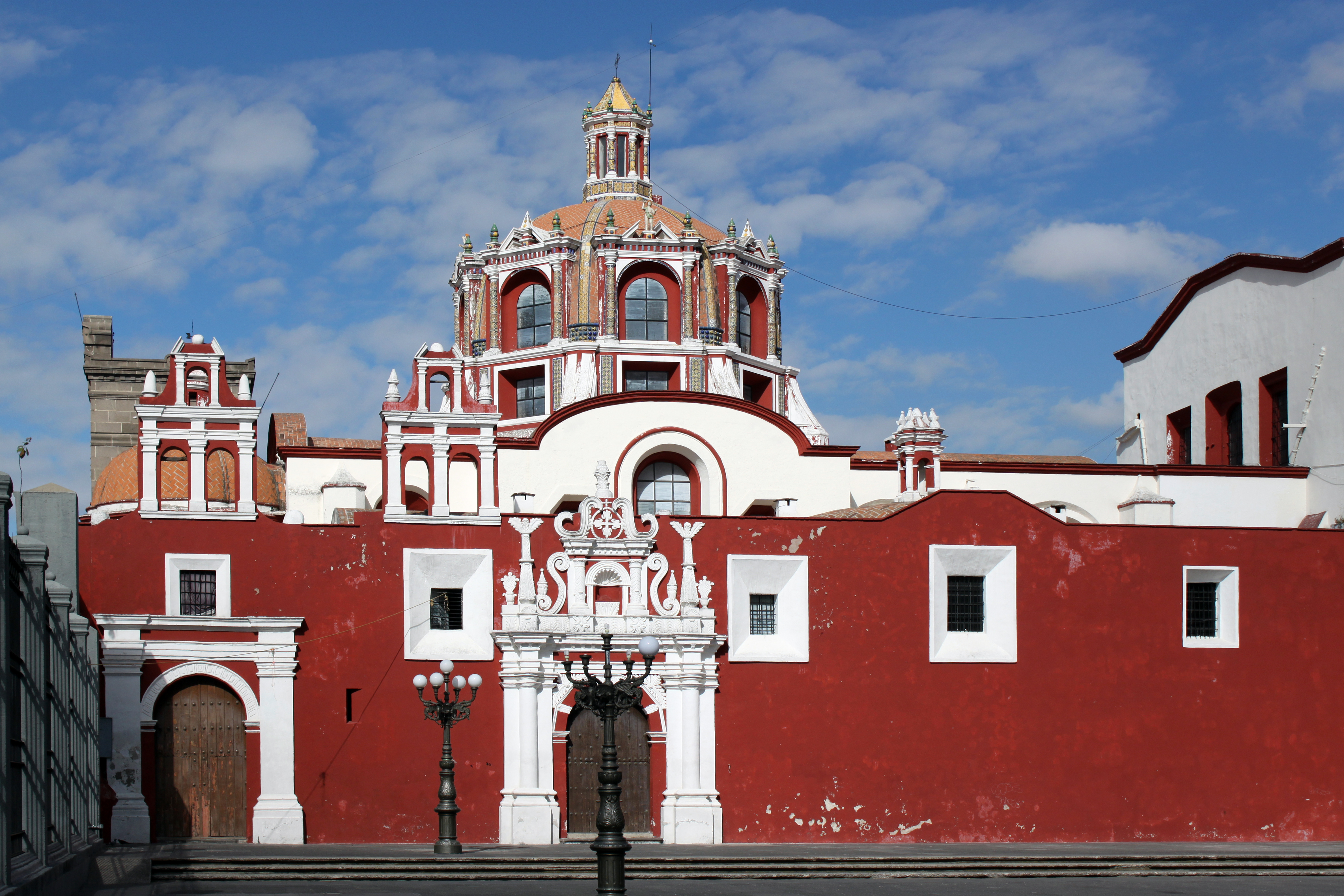
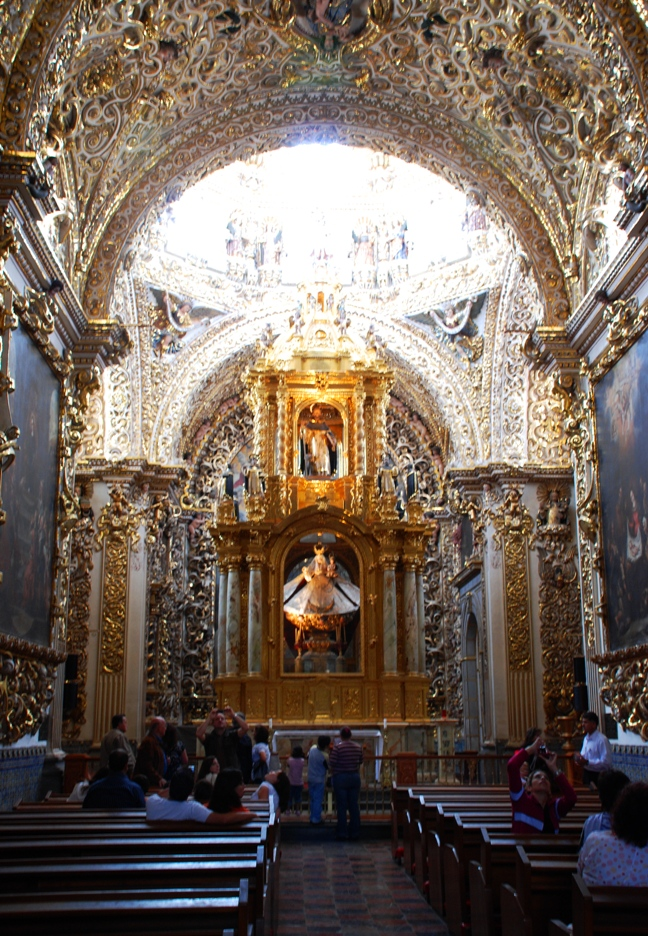
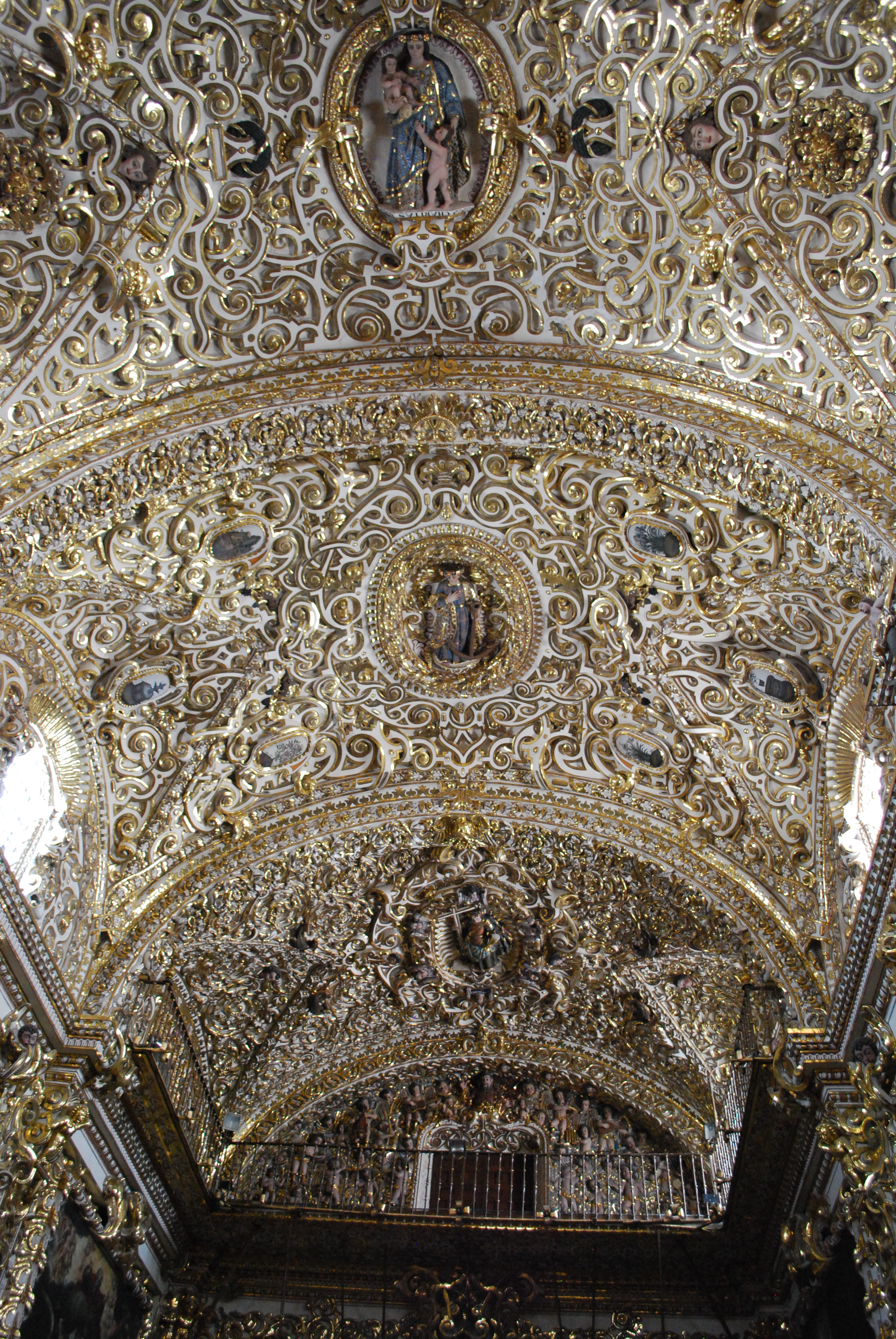
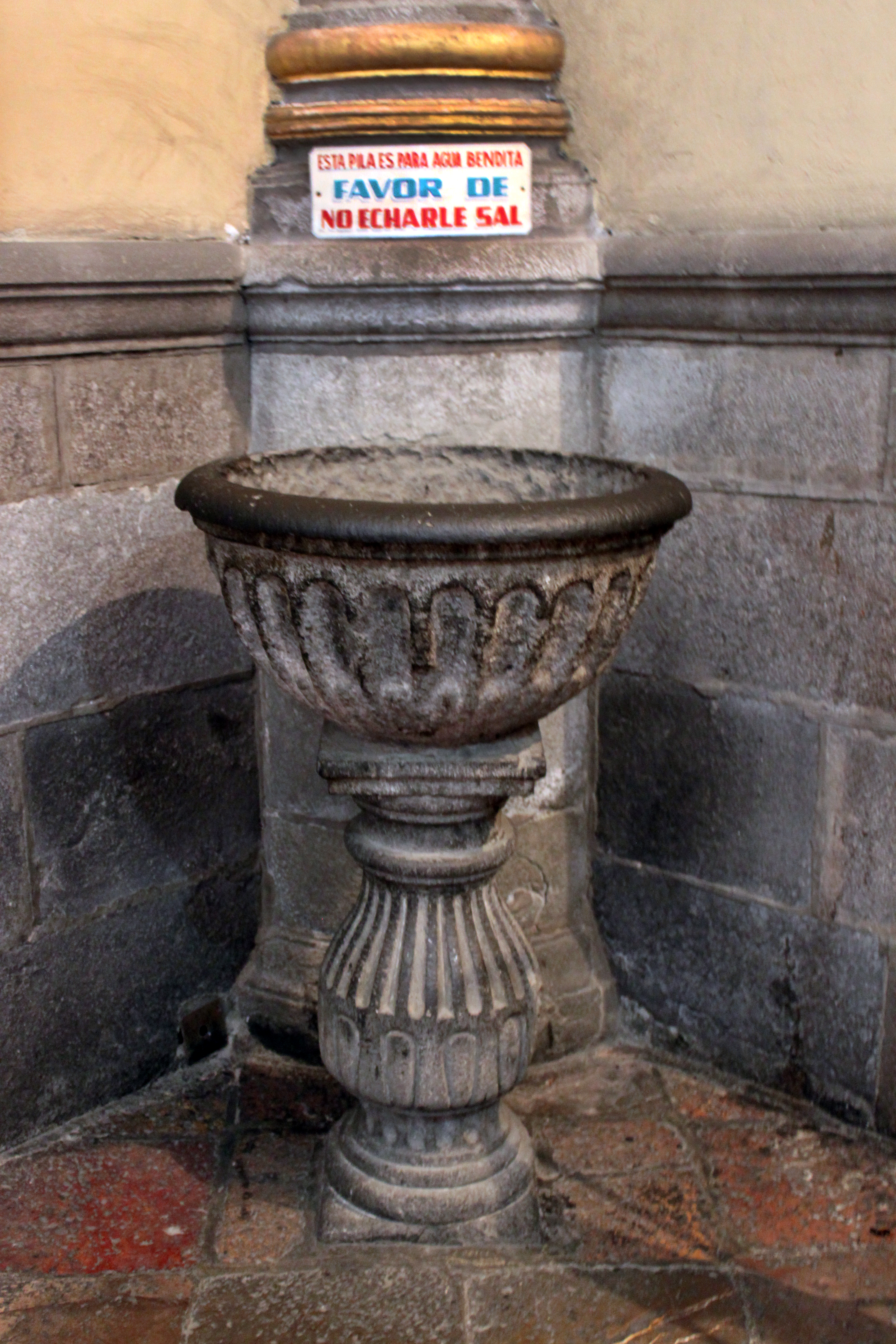